# Marion Rampal

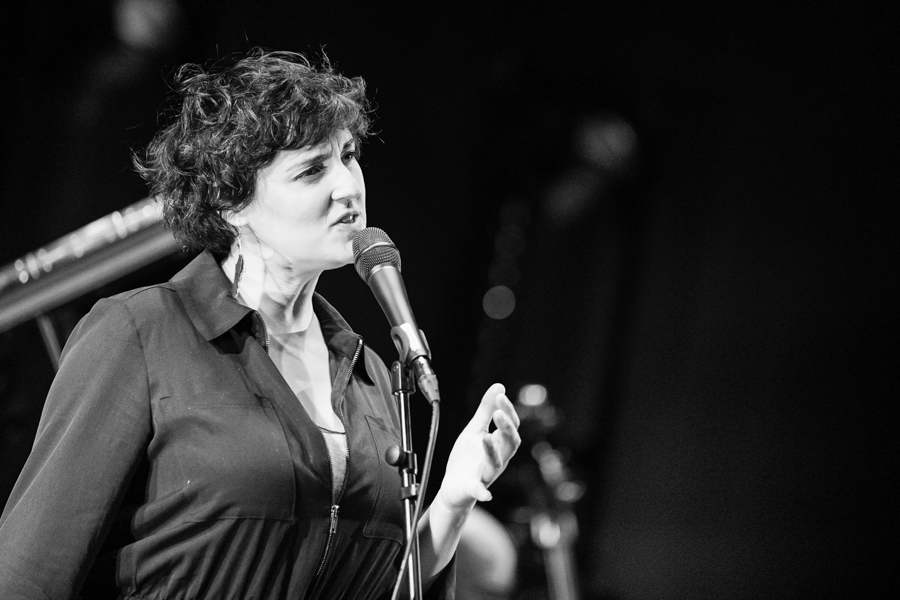
Marion Rampal (2019)

Marion Rampal (* 8. September 1980 in Marseille) ist eine französische Songwriterin und Jazz- und Chansonsängerin.

## Leben und Wirken
Rampal trat als Teenager mit dem Chor ihrer Schule in Frankreich und Europa auf und schrieb ihre ersten Popsongs auf Englisch. Kurz darauf wurde sie Mitglied der Rockband Wesh Wesh, mit der sie ab 1998 einige Jahre lang auftrat. Mit 19 Jahren entdeckte sie die Jazzszene in Marseille und lernte den Saxophonisten Raphaël Imbert kennen, dessen Ensemble Nine Spirit sie später beitrat. Daraufhin begann sie eine Jazzausbildung am Institute Musical Formation Professionnelle.
Auf dem Label von Nine Spirit erschien 2009 ihr Debütalbum Own Virago. 2011 war sie an Perrine Mansuys Album Vertigo Songs beteiligt. 2012 holte Archie Shepp sie in sein Attica Blues Orchestra; sie war an seinem für die Grammy Awards nominierten Album I Hear the Sound (2013) beteiligt. Mehrfach ging sie mit dem Quartett von Shepp international auf Tournee; mit seiner Bigband trat sie 2014 (gemeinsam mit Cécile McLorin Salvant und Amina Claudine Myers) bei Jazz à la Villette auf. Mit dem Gitarristen François Richez gründete sie das Pop-Folk-Duo We Used to Have a Band und nahm eine EP auf.
Nach Reisen nach Louisiana und New York, auf denen Rampal sich mit den Gesten des Blues beschäftigte, veröffentlichte sie 2016 ihr Album Main Blue mit Anne Paceo und Pierre-François Blanchard, das sie, auch mit Archie Shepp, auf einer Tournee vorstellte. Weiterhin interpretierte sie Berliner Kabarettlieder der 1920er Jahre an der Seite eines klassischen Streichquartetts in ihrem Album Bye Bye Berlin!, für das sie für den Opus Klassik 2019 für die beste Aufnahme einer Gesangssolistin nominiert wurde. Mit Pierre-François Blanchard bildete sie ein Duo, das auf dem Album Tissé (2021) auch Klassiker des französischen Chansons neu interpretiert.
Rampal verfasste auch Texte für Kompositionen der Sängerin Virginie Teychené, für Anne Paceo (in Circles, interpretiert von Leila Martial) oder Raphaël Imbert (in Music Is My Home, interpretiert von Leyla McCalla, Alabama Slim und Big Ron Hunter).